# 14 Days
14 Days – wydany 1 marca 2009 roku drugi album zespołu Arkitekt gitarzysty zespołu The Cranberries, Noela Hogana.

## Lista utworów
1. „14 Days” (edycja radiowa) (4:01)
2. „14 Days” (wersja z albumu) (4:29)
3. „Pacing” (akustyczna wersja) (5:33)
4. „14 Days” (wersja demo) (4:36)
5. „14 Days” (4:29)
6. „Pacing” (5:27)
7. „Pacing” (wersja demo) (5:27)

## Muzycy
- Noel Hogan – gitara, programowanie, chórki
- Richard Walters – wokal prowadzący
- Ken Rice – aranżacja skrzypiec